# Agnes Reston
Agnes Reston (nacida Harkness, 1771 – 24 de diciembre de 1856) fue una enfermera escocesa durante la Guerra de la Independencia Española. Se le apodó la Heroína de Matagorda, por su excepcional valentía.

## Actuación durante la guerra
Agnes Reston era la mujer de James Reston, un sargento en el 94.º Regimiento de Infantería. Con su hijo de cuatro años,  acompañó a su marido cuando en 1810 fue enviado a España, al fuerte de Matagorda, en Puerto Real, localidad cercana a Cádiz. Cuándo el fuerte fue bombardeado por fuerzas francesas,  sacó a su hijo de allí, mientras ella permanecía en el fuerte ayudando al cirujano a atender a la cantidad cada vez mayor de hombres heridos, desgarrando las ropas de la familia para convertirlas en vendajes.
Según cuentan en el fuerte un joven tamborilero, encargado de conseguir agua para el cirujano, se quedó parado en la puerta con su cubo, asustado por el fuego de artillería que caía. Fue entonces cuando la Señora Reston dijo "está asustado y no será capaz de ir a por el agua, dadme el cubo a mi". Bajo un fuego de artillería atroz, Reston fue capaz de llegar al pozo con el cubo, pero mientras lo bajaba un tiro cortó la cuerda. Esto no detuvo a la enfermera, que pidió a un soldado que le ayudara a recuperar el cubo, que ella finalmente pudo llenar de agua y traer al cirujano.
Su atención a los soldados heridos fue descrita con mucho elogio.  Además de sus deberes como enfermera,  llevaba bolsas de arena para reparación de la baterías, repartía munición y suministró vino y agua a los artilleros.  Rechazó abandonar el fuerte cuando las otras mujeres en la batería ya habían sido evacuadas y se quedó con los hombres en el fuerte ruinoso y con poca munición, hasta el día siguiente que con la retirada del ejército francés permitió que el fuerte recibiera munición hasta que los británicos fueron evacuados por la flota. Después de que su marido abandonara el ejército se le recomendó que ella siguiera trabajando, pero ella decidió no continuar, a pesar de que el Comandante en jefe la recomendó al Secretario de Guerra.

## Vida más tardía

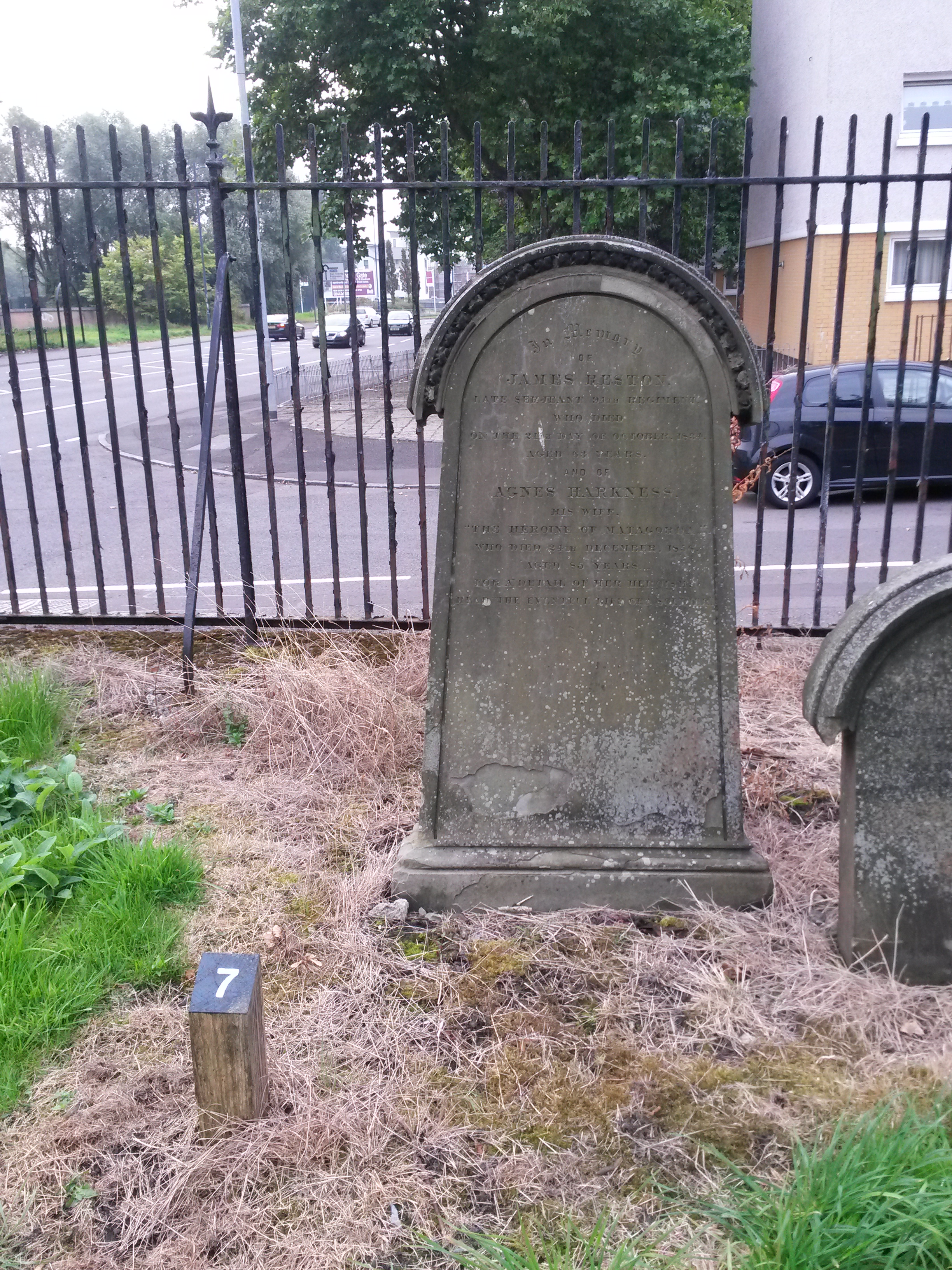
Lápidas en Escocia, Necrópolis del Sur

En 1844, la Señora Reston ya viuda había caído en la pobreza, y estaba internada en el Town's Hospital en Glasgow, siendo trasladada con otros compañeros del antiguo manicomio. Tenía 72 años y se ganó la vida como enfermera. Un comité de oficiales lanzó una colecta para "esta mujer valiente y trabajadora, pero que ha sido tristemente abandonada". Entre los que apoyaron la colecta se encontraban la Reina Victoria y la emperatriz viuda Adelaida
, aunque el 90% de la colecta provino del ejército. La suma recaudada permitió que Mrs Reston tuviera una anualidad de 30 libras. Con la colecta consiguió ser independiente, pero al no tener otro sitio donde ir decidió permanecer en el hospital, pagando por su estancia. Después de guardar el dinero destinado a su entierro, todo lo que quedó se donó a la caridad.
Señora Reston murió en la Víspera de Navidad de 1856, a edad de 85, después de estar encamada por ocho semanas, y fue enterrada en la Necrópolis del Sur de Glasgow. En la lápida pone la siguiente inscripción:

"In memory of James Reston, late serjeant 94th Regiment, who died on the 24th day of October, 1834, aged 63 years, and of Agnes Harkness, his wife, "The Heroine of Matagorda", who died 24 December 1856, aged 85 years.

La Heroína de Matagorda es la protagonista de Una Heroína Humilde, un poema de William McGonagall.